# Oscar Piastri
Oscar Jack Piastri (n. 6 aprilie 2001, Melbourne, Australia) este un pilot de curse australian care concurează în prezent în Formula 1 pentru McLaren.
Piastri a câștigat Formula Renault Eurocup 2019⁠(d) cu R-ace GP și a câștigat Campionatul FIA de Formula 3⁠(d) 2020 și Campionatul de Formula 2⁠(d) 2021 cu Prema Racing. El este al șaselea pilot care a câștigat Campionatul GP2 / Formula 2 în sezonul de debut și al cincilea pilot care a câștigat Campionatul GP3 / Formula 3 și Campionatul GP2/Formula 2 în sezoane consecutive. Este primul pilot din istorie care a câștigat campionatul Formula Renault Eurocup, Formula 3 și Formula 2 (sau echivalente) în anii succesivi de debutant. El este primul pilot de Formula 1 născut în secolul XXI-lea, precum și primul pilot McLaren care a câștigat o cursă de sprint⁠(d).

## Cariera în Formula 1
Piastri s-a alăturat Academiei Renault Sport în ianuarie 2020. După câștigarea titlului în Formula 2 în 2021, Piastri a fost numit pilot de rezervă al Alpine F1 Team pentru sezonul 2022. De asemenea, a fost disponibil ca pilot de rezervă pentru McLaren în urma unui acord între cele două echipe.
În august 2022, Fernando Alonso a anunțat că va părăsi Alpine pentru a-l înlocui pe Sebastian Vettel, care urma să se retragă, la Aston Martin. Alpine a anunțat apoi că Piastri îl va înlocui pe Alonso în 2023, deși comunicatul de presă nu conținea niciun citat de la Piastri însuși. Piastri a respins imediat anunțul printr-o postare pe Twitter, declarând că nu a semnat un contract cu echipa și că nu va pilota pentru ei în 2023. O audiere a Comitetului de recunoaștere a contractelor (CRB) al FIA a început la 29 august pentru a stabili dacă Piastri a fost sub contract cu Alpine sau dacă este liber să se alăture unei alte echipe pentru 2023. Înainte de Marele Premiu al Țărilor de Jos, CRB s-a pronunțat împotriva Alpine, iar Piastri a anunțat la scurt timp că se va alătura McLaren începând din 2023.

### 2023-prezent: McLaren

#### 2023
Piastri s-a alăturat echipei McLaren pentru sezonul 2023 al Formulei 1, alături de Lando Norris. Alpine a permis o reziliere anticipată a contractului, permițându-i lui Piastri să participe la testele post-sezon după Marele Premiu de la Abu Dhabi din 2022. El s-a retras din cursa de debut din Bahrain din cauza unei probleme electrice, dar și-a asigurat primele puncte la cursa de acasă din Australia, terminând pe locul opt. Piastri a ajuns în Q3 în Arabia Saudită, Azerbaidjan și Spania, dar s-a confruntat cu provocări precum defecțiuni mecanice, coliziuni și clasări slabe.

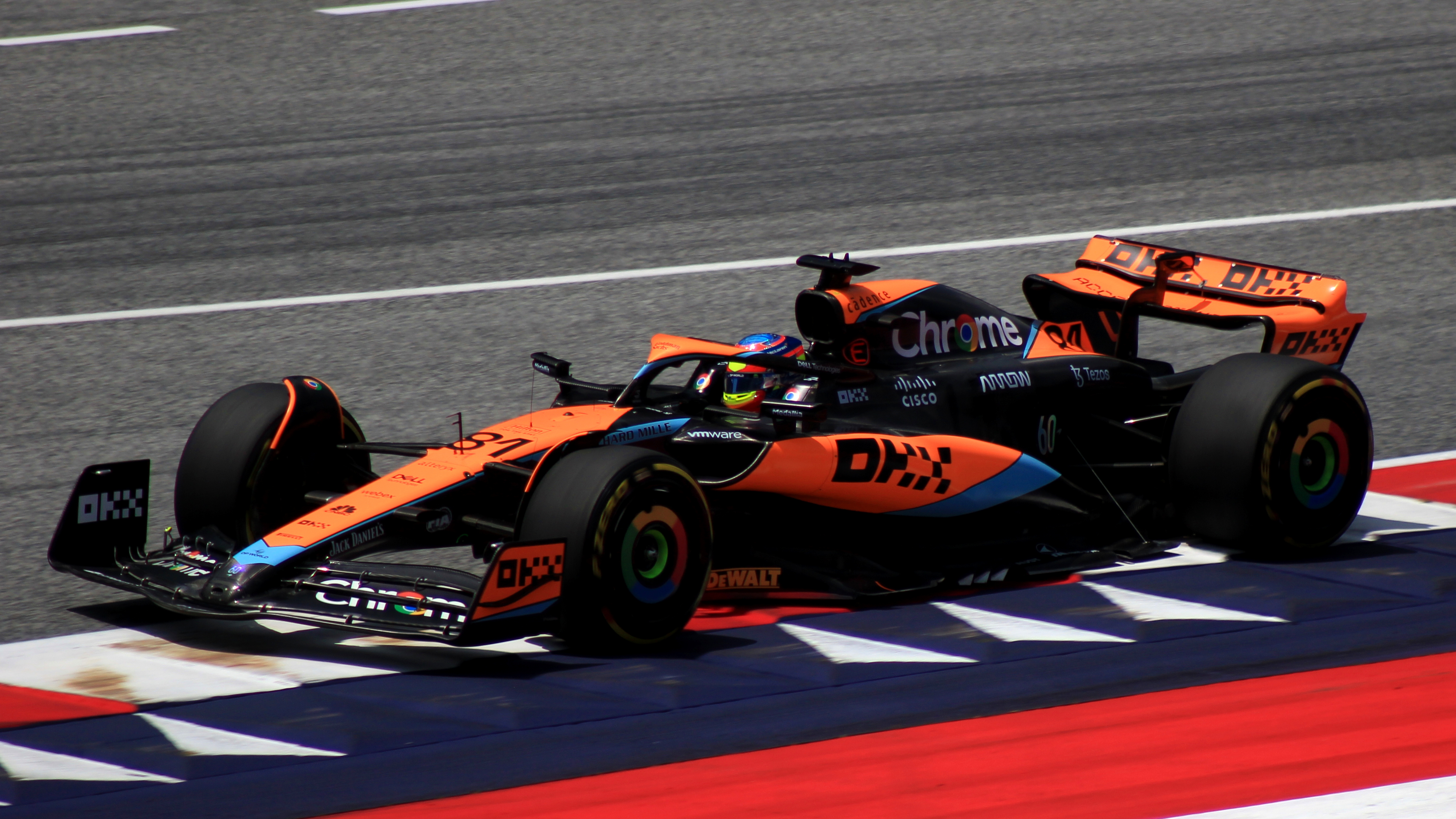
Piastri în Marele Premiu al Austriei din 2023 cu McLaren.

Actualizările de la mijlocul sezonului au îmbunătățit performanțele McLaren. Piastri s-a calificat pe locul al treilea la Marele Premiu al Marii Britanii și a ratat la limită un prim podium, terminând al patrulea. A obținut locul doi în calificările pentru cursa din Belgia și a obținut primul său podium din Formula 1 în Japonia, terminând al treilea în spatele lui Norris. Acesta a marcat primul dublu podium al McLaren din 2021. De asemenea, a câștigat cursa de sprint din Qatar și a terminat al doilea în cursa principală, obținând două clasări consecutive pe podium. În ciuda eșecurilor din Marile Premii ale Statelor Unite și São Paulo, unde coliziunile și avariile i-au împiedicat rezultatele, Piastri și-a încheiat sezonul cu recuperări puternice. În Las Vegas, a urcat de pe locul 19 până pe locul 10, cu cel mai rapid tur, iar în Abu Dhabi, s-a calificat pe locul 3 și a terminat pe locul 6.
Sezonul de debut al lui Piastri s-a încheiat cu locul nouă în Campionatul piloților, obținând 97 de puncte față de 205 ale lui Norris. El a semnat o prelungire a contractului cu McLaren până în 2026 și a fost lăudat pentru debutul său impresionant, devenind primul debutant care a urcat pe podium de la Lance Stroll în 2017. Cu toate acestea, analiștii au remarcat că este loc de îmbunătățiri în ceea ce privește ritmul de cursă și gestionarea pneurilor.

#### 2024

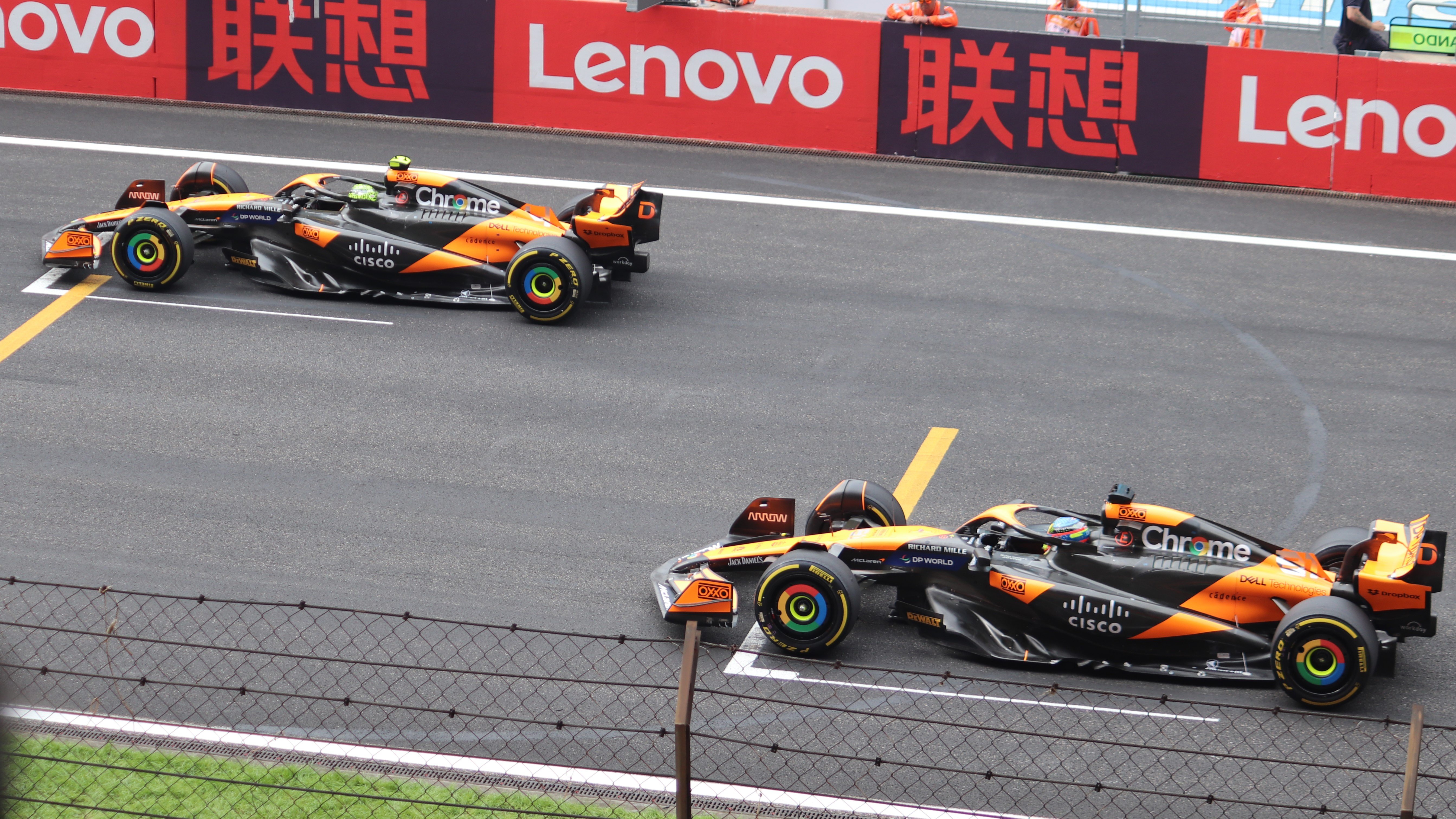
Piastri în spatele coechipierului Lando Norris pe grila de start pentru.

Piastri a început sezonul 2024 cu performanțe solide: locul opt în Bahrain, locul patru în Arabia Saudită și Australia și clasări în puncte în Japonia și China. La Miami, a ocupat locul șase în sprint, dar a coborât pe locul 13 în cursă după ce s-a ciocnit cu Carlos Sainz Jr. în timp ce se lupta pentru locul doi. În cursa de la Emilia-Romagna, Piastri s-a calificat pe locul doi, dar a fost penalizat pentru că l-a încurcat pe Kevin Magnussen, terminând pe locul patru în cursă. El și-a asigurat primul podium al sezonului cu locul doi la Monaco și a adăugat alte puncte în Canada și Spania. În Austria, Piastri a terminat pe locul al doilea atât în sprint, cât și în cursa principală, beneficiind de o coliziune pe final între Norris și Max Verstappen. În Marea Britanie, a terminat doar pe locul al patrulea după o trecere întârziată la pneurile intermediare, deși se afla pozițiile de podium aproape pe parcursul întregii curse.

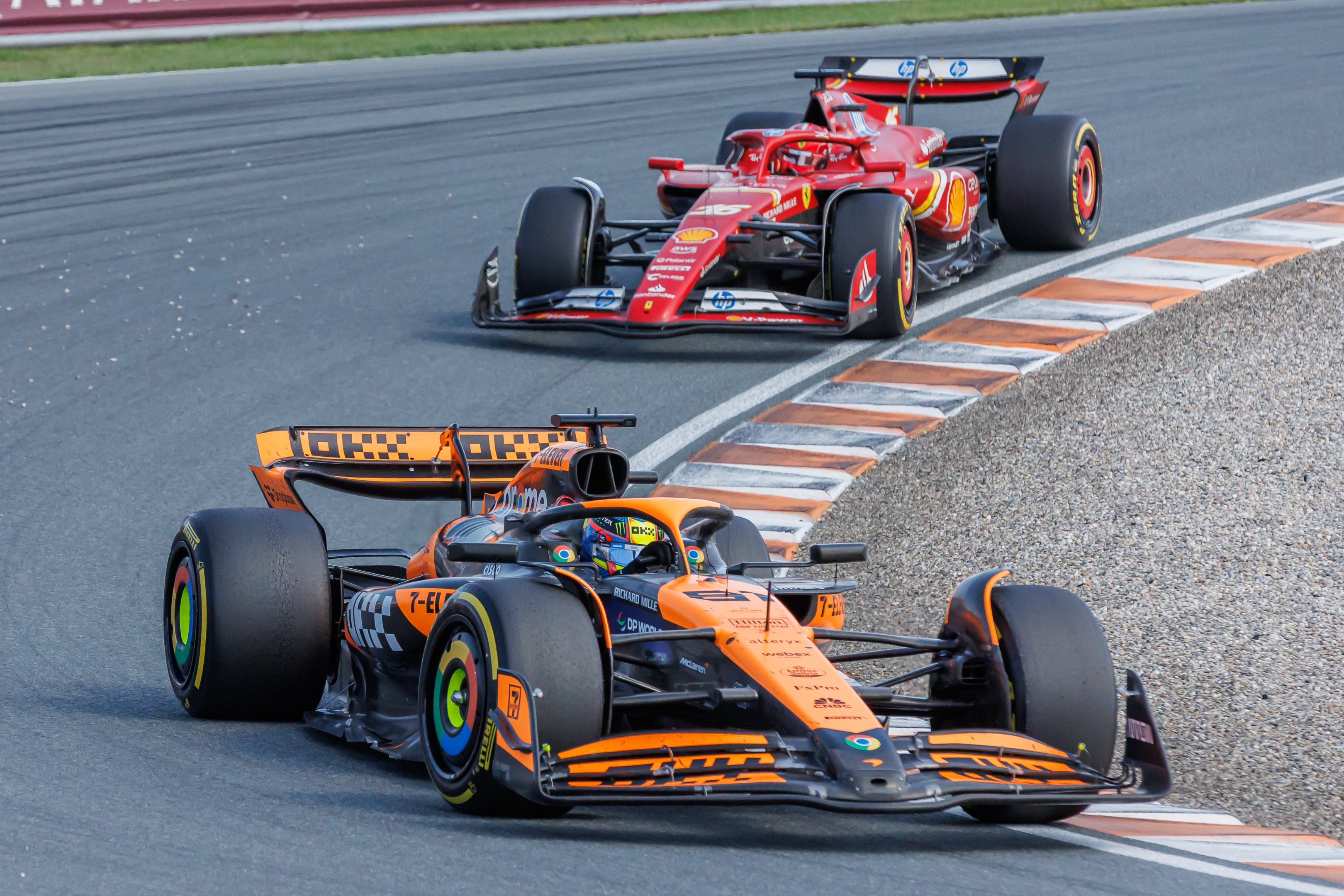
Piastri urmat de Charles Leclerc de la Ferrari în.

Piastri a obținut prima sa victorie din Formula 1 la Marele Premiu al Ungariei. Pornind de pe locul doi, l-a depășit pe Norris în primul viraj și a condus cursa până când o strategie a echipei i-a permis lui Norris să preia din nou conducerea. Norris i-a cedat apoi poziția de lider lui Piastri ca urmare a ordinelor de echipă, permițându-i acestuia să câștige. De asemenea, Piastri a terminat pe locul al doilea în Belgia după descalificarea lui George Russell, ajungând pe locul patru în campionatul piloților. În timpul vacanței de vară, Piastri a dezvăluit că a condus cu o coastă accidentată în prima parte a sezonului, care s-a vindecat înainte de Marele Premiu al Țărilor de Jos, unde a terminat pe locul al patrulea după ce s-a calificat al treilea. În Italia, Piastri a preluat conducerea după ce l-a depășit pe Norris, dar a terminat pe locul doi, nereușind să egaleze strategia cu o singură oprire a lui Charles Leclerc. El a obținut a doua sa victorie în Azerbaidjan, depășindu-l pe Leclerc în turul 20. Acest rezultat, împreună cu locul patru ocupat de Norris, a plasat McLaren în fruntea Campionatului Constructorilor pentru prima dată din 2014. Piastri a obținut un alt podium în Singapore și a adăugat puncte în Statele Unite și Mexic.
La São Paulo, Piastri i-a cedat poziția de lider lui Norris atât în cursa de sprint, cât și în cursa principală, terminând al optulea în cea din urmă după o penalizare pentru coliziunea cu Liam Lawson. El a încheiat sezonul pe locul 10 la Abu Dhabi după ce a mai obținut o clasare pe podium în Qatar și a devenit al patrulea pilot care a parcurs fiecare tur al unui sezon de Formula 1. S-a clasat pe locul 4 în Campionatul Piloților după ce a acumulat 292 de puncte. 

## 2025
În 2025 australianul Oscar Piastri a continuat sezonul de Formula 1 alături de coechipierul său, britanicul Lando Norris și de echipa McLaren F1 Team. În prima Cursă, Australia, Oscar Piastri a plecat de pe locul 2 ,în urma coechipierului său, după calificările de pe circuitul Albert Park. Cursa a început în condiții de ploaie, piloți fiind dotați cu anvelope wet. După startul cursei, Oscar Piastri a fost depășit în virajul 3 de multiplul compun mondial, olandezul Max Verstappen, ajungând astfel pe locul al treilea. Cursa a continuat până în turul 17 când Max Verstappen a greșit la intrarea în virajul 11, pierzând poziția a doua în fața lui Oscar Piastri. Piastri a continuat cursa pe locul 2 până în turul 44 când ambii piloți ai echipei McLaren au ieșit în decor în virajul 12, Norris reușind să-și redreseze monopostul pe circuit, dar Piastri nu, ajungând mai departe de zona de degajare din virajul 13. După o lungă încercare, Oscar Piastri a reușit să revină în cursă pe locul 15 fără avari, dar cu un dezavantaj de un tur față de liderul cursei. A intrat la boxe pentru a pune anvelope noi wet și a continuat cursa până la final, reușind astfel să puncteze, în urma problemelor pe care le-a avut în timpul acesteia. La final a trecut linia de start-sosire pe locul 9, obținând 2 puncte. 
A urmat weekendul din China unde s-a desfășurat cursa de Sprint acolo unde Oscar Piastri s-a clasat pe locul al treilea în urma campionilor Max Verstappen și Lewis Hamilton. A doua zi, în cursa de sprint Oscar Piastri a trecut de olandezul Max Verstappen după o depășire efectuată în virajul 14 din turul 15, ajungând astfel pe locul 2. Astfel a terminat cursa pe podium în spatele pilotului de la Ferrari, Lewis Hamilton. În calificările pentru cursa principală, Oscar Piastri s-a clasat pe locul al 1, obținând primul său pole-position din cariera sa în Formula 1. După începerea cursei, Oscar Piastri a intrat la boxe în turul 15 pentru a-și schimba anvelopele, căzând până pe locul 4. Și-a recăpătat poziția de lider al cursei în luptă directă pe circuit și apoi a condus detașat restul tururilor până la final, câștigând astfel cursa în fața coechipierului său, Lando Norris. La final s-a clasat pe locul 4 în campionatul mondial al piloților în urma lui Lando Norris, Max Verstappen și George Russel.

## Statistici în Formula 1
| Sezon | Echipă           | Pct. | Poz. |
| ----- | ---------------- | ---- | ---- |
| 2024  | McLaren-Mercedes | 292  | 4    |
| 2023  | McLaren-Mercedes | 97   | 9    |